# St. Agnes (Lüchow)

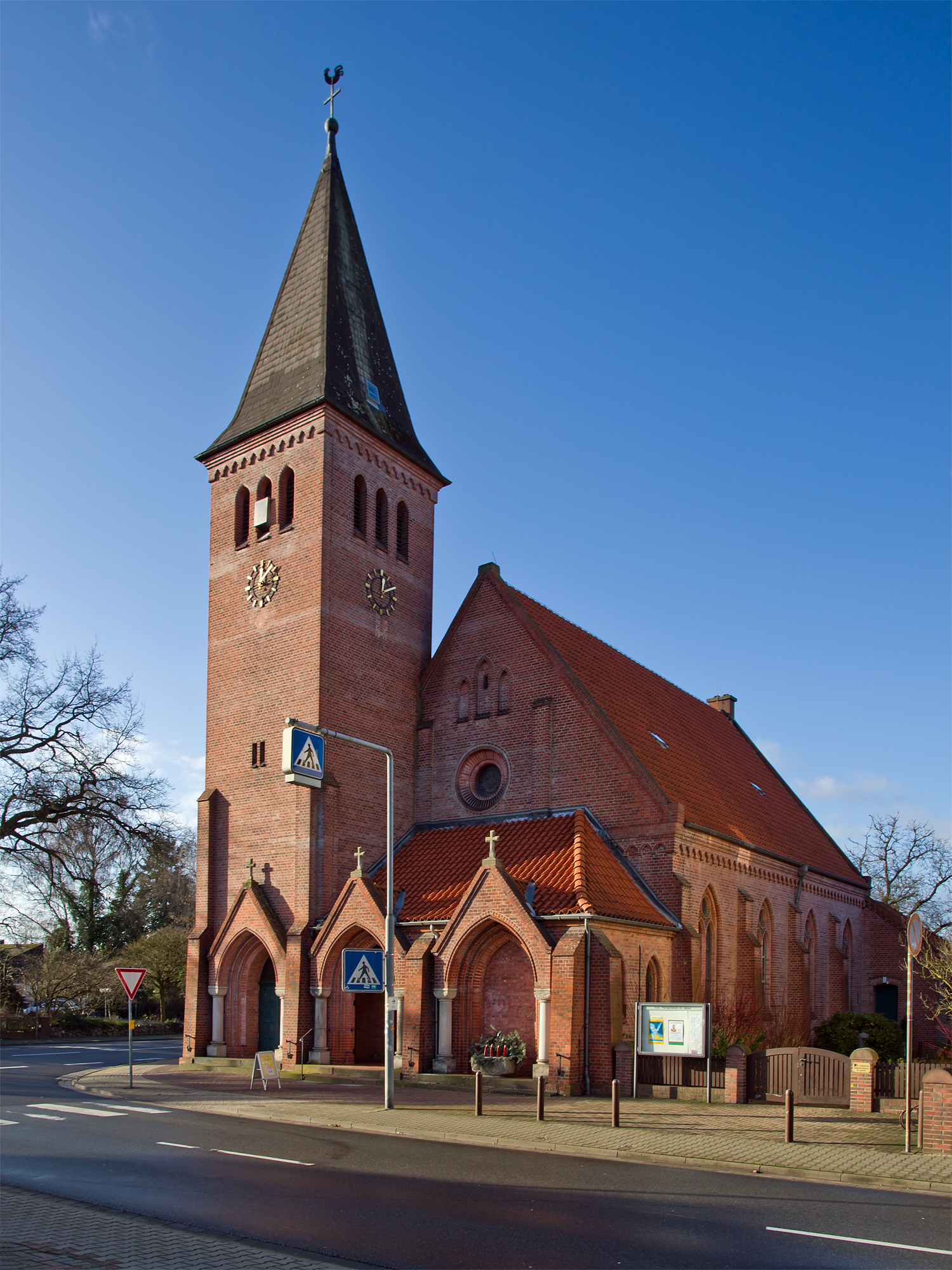
Nordostansicht

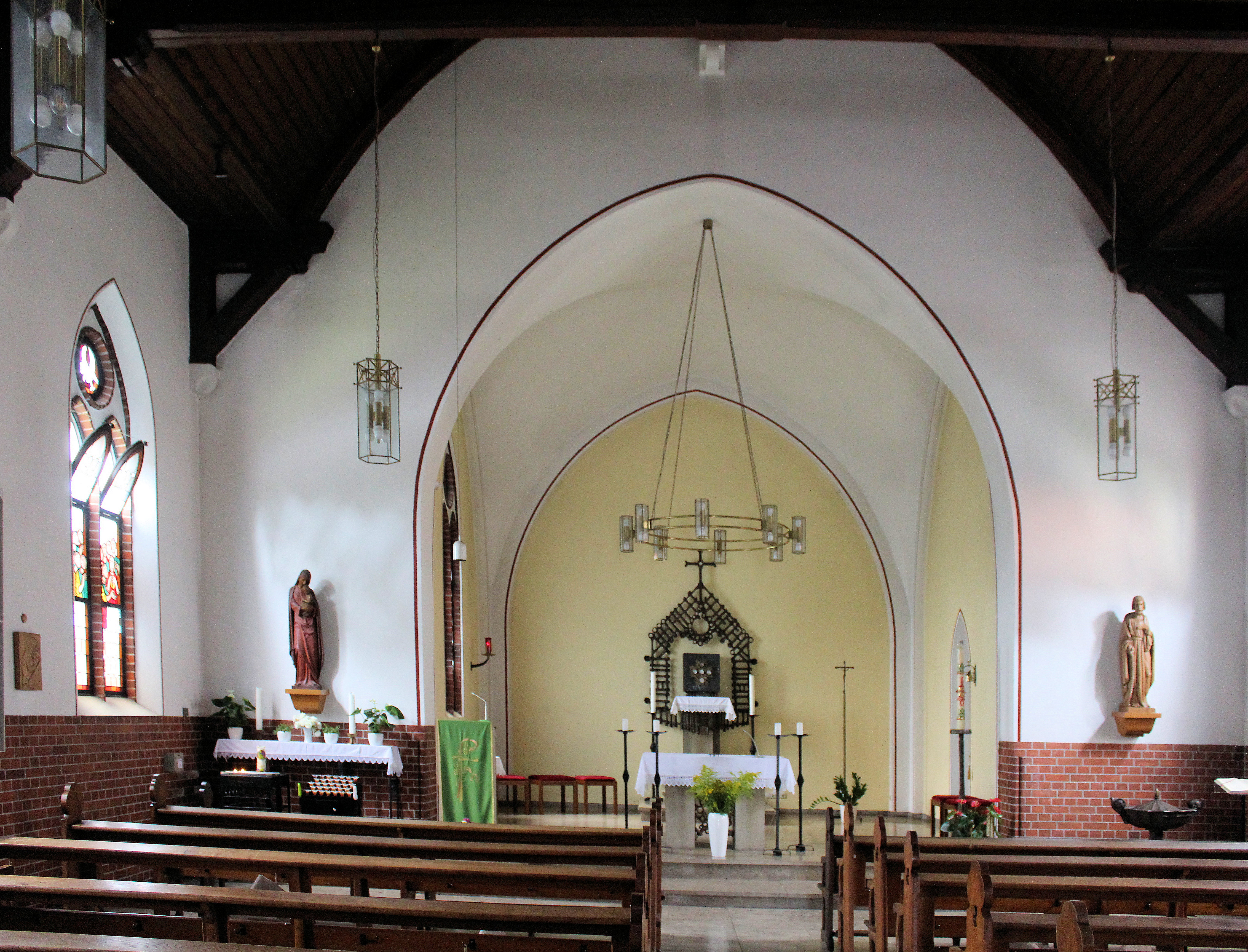
Blick zum Altarraum

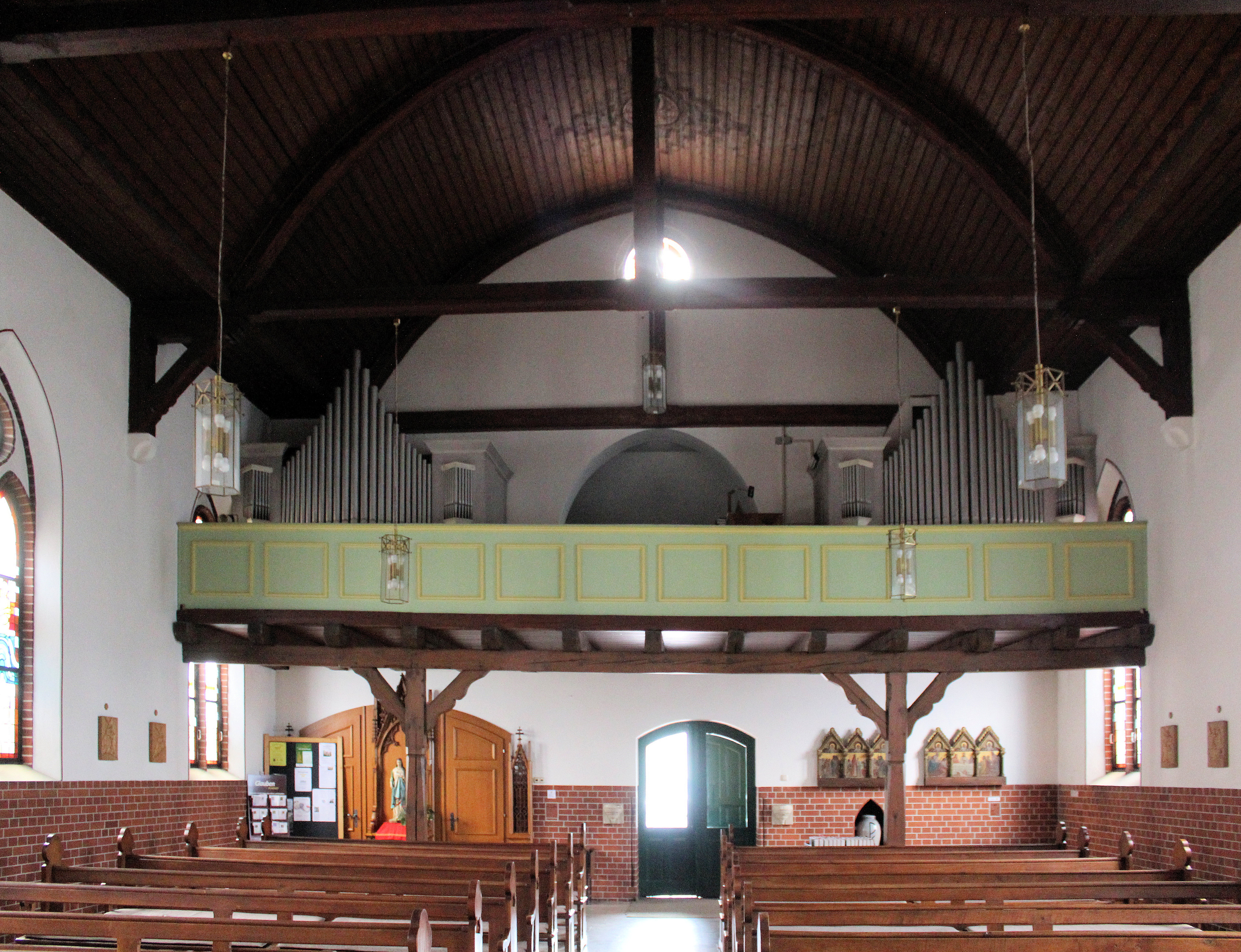
Blick zur Orgelempore

Sankt Agnes ist die römisch-katholische Kirche in Lüchow, einer Kreisstadt im Landkreis Lüchow-Dannenberg in Niedersachsen. Sie ist die östlichste Kirche des Bistums Hildesheim, und die einzige Kirche des Bistums, die nach der heiligen Agnes von Rom benannt ist. Die Kirche steht auf dem Grundstück Hindenburgstraße 6, an der Ecke zur Dannenberger Straße, und steht als Baudenkmal mit der ID-Nr. 30868027 im Denkmalatlas Niedersachsen. Ihre gleichnamige Pfarrei, die den Landkreis Lüchow-Dannenberg mit etwa 3000 Katholiken umfasst, gehört zum Dekanat Lüneburg.

## Geschichte
Im Fürstentum Lüneburg, zu dem Lüchow damals gehörte, führte Ernst I., Herzog zu Braunschweig-Lüneburg, 1527 die Reformation ein. Dadurch wurden die St.-Johannis-Kirche und die Bevölkerung von Lüchow, die bis dahin zum Bistum Verden gehörten, protestantisch.
Die wenigen Katholiken, die ab Mitte des 19. Jahrhunderts in Lüchow wohnten, gehörten zur 1850 gegründeten Pfarrgemeinde St. Marien in Lüneburg, seit 1860 war jedoch die nächstgelegene katholische Kirche die Lorenzkirche in Salzwedel. Ab 1863, nach anderer Quelle erst ab 1869, wurde seitens der Kirchengemeinden Lüneburg, Salzwedel und Uelzen katholischer Gottesdienst in Lüchow gehalten, der zunächst in einem Privathaus stattfand.
1912 wurde der Kirchbauplatz erworben, und im Herbst 1913 ließ sich ein katholischer Vikar in Lüchow nieder. Am 14. August 1913 erfolgte die Grundsteinlegung der St.-Agnes-Kirche, und am 22./23. März 1914 folgte ihre Benediktion durch Dechant Joseph Stolte aus Harburg. Sie war die erste nachreformatorische katholische Kirche im Hannoverschen Wendland. Arnold Woldemar von Frege-Weltzien, ein Protestant aus Leipzig, stifte rund zehn Prozent der Baukosten mit der Auflage, die neue Kirche nach der Schutzpatronin seiner 1912 verstorbenen Frau Agnes, geb. von Plato, zu benennen, die katholisch gewesen war und aus dem Raum Lüchow stammte. Im Ersten Weltkrieg wurde der Vikar Pastor Veuskens jedoch eingezogen, ein neuer Priester kam erst wieder 1921 nach Lüchow.
Erst am 1. Juli 1956 wurde in Lüchow eine katholische Kirchengemeinde eingerichtet, am 1. Januar 1962 wurde sie zur Pfarrei erhoben.
Da sich durch Ansiedlung von Flüchtlingen und Heimatvertriebenen in Folge des Zweiten Weltkriegs die Zahl der Katholiken im Landkreis Lüchow-Dannenberg erheblich vergrößert hatte, wurden in Dannenberg (1954), Clenze (1962) und Hitzacker (1964) weitere katholische Kirchen errichtet.
Am 1. November 2006 kamen auch die anderen drei katholischen Kirchen im Landkreis Lüchow-Dannenberg, St. Johannes Maria Vianney (Clenze), St. Peter und Paul (Dannenberg) und St. Maria Königin (Hitzacker) zur Pfarrgemeinde St. Agnes als Filialkirchen hinzu. Ihre Pfarrgemeinden wurde zu diesem Zeitpunkt aufgelöst. Von diesen Kirchen wurden St. Maria Königin in Hitzacker 2006 und St. Johannes Maria Vianney in Clenze 2012 profaniert.

## Architektur und Ausstattung
Die in knapp 17 Meter Höhe über dem Meeresspiegel gelegene, unter Denkmalschutz stehende Kirche wurde als neugotischer Backsteinbau errichtet. Die Saalkirche ist mit einem Satteldach abgeschlossen. Der eingezogene Chor befindet sich unter einem Walmdach an der Westseite, an ihn schließt sich an der Nordseite die Sakristei an. Ihr Turm steht auf einem quadratischen Grundriss und ist asymmetrisch zum Kirchenschiff angeordnet, er steht städtebaulich markant an der Ecke von Dannenberger Straße und Hindenburgstraße. 
Die vor der Kirche stehende Glocke stammt aus der profanierten Filialkirche St. Johannes Maria Vianney in Clenze, sie wurde 1962 geweiht und nach der heiligen Maria (Mutter Jesu) benannt.
Die heilige Agnes, mit Märtyrerpalme und Lamm dargestellt, zeigen eine Statue unter der Orgelempore und ein Fenster. Unter der Orgelempore ist auch der Beichtstuhl zu finden. An den Seitenwänden des Kirchenschiffs hängen die Kreuzwegstationen. Vor zwei Statuen, die Maria und Josef darstellen, können Opferkerzen aufgestellt werden.